# Blériot 73
Blériot 73 – francuski trzymiejscowy ciężki nocny samolot bombowy w układzie dwupłatu z okresu I wojny światowej, zaprojektowany przez inż. Touilleta i zbudowany w wytwórni Blériot Aéronautique. Powstała w jednym egzemplarzu maszyna z powodu zakończenia działań wojennych nie trafiła do produkcji seryjnej.

## Historia

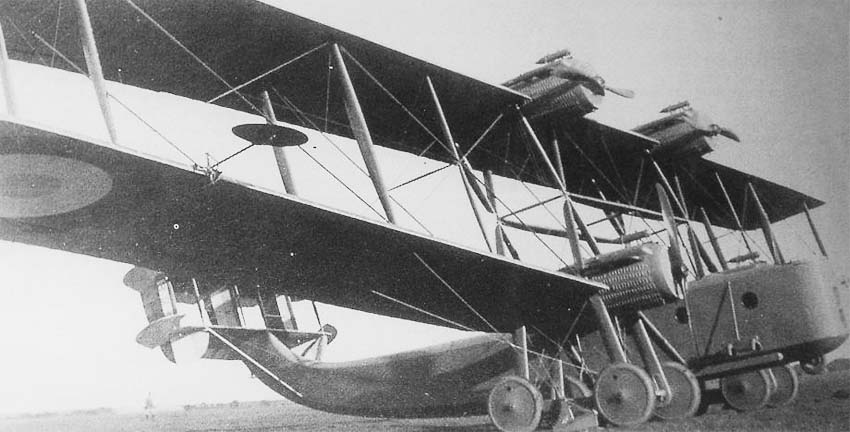
Prototyp Blériot 73

Niezdolność francuskiego przemysłu lotniczego do wyprodukowania ciężkiego samolotu bombowego o żądanych charakterystykach użytkowych zmusiło dowództwo Aéronautique Militaire do wprowadzenia do służby bombowców włoskiej firmy Caproni, budowanych we Francji na licencji w wytwórni REP. W międzyczasie francuscy konstruktorzy podjęli prace nad rodzimymi projektami ciężkich bombowców nocnych z trzyosobową załogą o wojskowym oznaczeniu BN3. Według tej specyfikacji w wytwórni Blériot Aéronautique inż. Touillet zaprojektował czterosilnikowy bombowiec nocny Blériot 73, bazując na konstrukcji dziennego samolotu bombowego Blériot 71.
Zachowano ogólny układ poprzednika z centralnie zgrupowanymi czterema silnikami (po dwa na górnym i na dolnym płacie), jednak podobny do łodzi latającej kadłub w przeciwieństwie do Blériota 71 nie znajdował się pomiędzy skrzydłami, lecz poniżej (dolny płat przymocowany był do jego grzbietu). Nieznacznie powiększone zostały wymiary płatowca, a do jego napędu użyto mocniejszych silników widlastych Hispano-Suiza 8Fb o mocy 220 kW (300 KM) każdy. Usterzenie zaprojektowano identycznie jak w Blériocie 67: tworzyły je podwójne stery wysokości i trzy stery kierunku. Podwozie główne składało się z czterokołowych wózków umieszczonych pod każdym z dolnych silników; taki układ pozwolił na efektywne rozłożenie masy samolotu. Cechą charakterystyczną podwozia było też przednie koło, które zapobiegało przechylaniu się samolotu (częsty problem podczas lądowania nocą). Lotki były wyważone, co znacznie ułatwiało sterowanie samolotem. Bomby miały być umieszczone na pionowych stojakach zamontowanych na dolnych skrzydłach i bokach kadłuba.
Prototyp Blériota 73 został oblatany w lipcu 1918 roku na lotnisku w Buc, lecz podczas podchodzenia do lądowania w wyniku podmuchu wiatru doszło do wypadku, w którym zginął pilot doświadczalny o nazwisku Poullet. Po naprawie samolotu kontynuowano testy do stycznia 1920 roku, jednak z powodu zakończenia działań wojennych maszyna nie została skierowana do produkcji seryjnej.

## Opis konstrukcji i dane techniczne
Blériot 73 był czterosilnikowym, trójmiejscowym dwupłatem bombowym. Rozpiętość skrzydeł wynosiła 28 metrów, zaś powierzchnia nośna 148 m². Długość samolotu wynosiła 14,5 metra, a jego wysokość 6,15 metra. Masa własna wynosiła 3200 kg, zaś masa całkowita (startowa) 6880 kg. Napęd stanowiły cztery chłodzone cieczą 8-cylindrowe silniki widlaste Hispano-Suiza 8Fb o mocy 220 kW (300 KM) każdy. Prędkość maksymalna wynosiła 130 km/h, a długotrwałość lotu 6 godzin i 40 minut.